# Paz Fábrega
Paz Fábrega (sinh năm 1979) là một đạo diễn, nhà viết kịch bản và nhà sản xuất người Costa Rica. Cô đã chỉ đạo hai bộ phim truyện và một vài phim ngắn. Bộ phim Agua fría de mar (Nước lạnh của biển) của cô đã giành được giải thưởng Tiger tại Liên hoan phim quốc tế Rotterdam, một trong những giải thưởng cao nhất giành được bởi một bộ phim Trung Mỹ. Các tác phẩm của cô đề cập đến sự cô đơn và sự tổn thương của tuổi trẻ.

## Tuổi thơ
Fábrega được sinh ra ở San José, Costa Rica. Cô sống ở thành phố New York từ 10 đến 14 tuổi khi mẹ cô làm tiến sĩ. Cô học ngành truyền thông tại Đại học Costa Rica, chụp ảnh tại Colegio Universitario de Alajuela, và phim tại Trường Điện ảnh Luân Đôn, tốt nghiệp năm 2006.

## Sự nghiệp
Bộ phim tốt nghiệp của cô là Temporal được quay ở vùng nông thôn Costa Rica vào năm 2006. Nó đã tham gia một số liên hoan phim quốc tế và giành được giải thưởng lớn tại Liên hoan phim Biarritz. Bộ phim ngắn thứ hai của cô, Cuilos, được công chiếu năm 2008 tại Liên hoan phim Locarno. Nó đã nhận được bốn giải thưởng tại Liên hoan phim Icaro ở Guatemala.
Cô đã viết kịch bản cho tính năng đầu tiên của mình, Agua fría de mar, tại các khu dân cư trong Binger Filmlab và Phòng thí nghiệm Nhà biên kịch Sundance. Bộ phim được chiếu tại hơn 40 liên hoan phim quốc tế và nhận giải thưởng ở Lima, London và Paris. Đó là một người vào chung kết cho Giải thưởng NHK Sundance và đã giành giải thưởng Tiger tại Liên hoan phim quốc tế Rotterdam. Sau đó, cô được chọn tham dự Liên hoan phim Cannes Residence de la Cinefondation năm 2009.
Viaje, bộ phim truyện thứ hai của cô, đã giành giải thưởng Cine en Construcción tại Liên hoan phim Costa Rica năm 2014 và được công chiếu tại Liên hoan phim Tribeca 2015. Đây là bộ phim Trung Mỹ đầu tiên ra mắt tại Tribeca. Nó cũng được chọn để trình chiếu tại Liên hoan phim Karlovy Vary.
Cô thành lập công ty sản xuất của mình, Temporal Films, vào năm 2006. Công ty đã giúp sản xuất cả Viaje và Agua fría de mar.
Những ảnh hưởng của cô bao gồm Wim Wender, Terrence Malick, Bob Raffelson, Lynne Ramsay, David Lynch, Michelangelo Antonioni, Lucrecia Martel, Asghar Farhadi và Richard Linklater.

## Đóng phim
- Viaje (phim truyện) - 2015 [2]
- Agua fría de mar (Nước lạnh của biển, phim truyện) - 2010 [2]
- Cuilos (ngắn) - 2008 [2]
- Los justicieros (ngắn) - 2006 [7]
- tự sát - 2006 [7]
- Màu đỏ và màu đen (ngắn) - 2006 [7]
- 8 - 2006 [7]
- Tạm thời (ngắn) - 2006 [7]
- Tình huống trống (ngắn) - 2005 [7]
- Proyecto La Sala (ngắn) - 2001 [7]